# 南島原市立北有馬中学校
南島原市立北有馬中学校（みなみしまばらしりつ きたありまちゅうがっこう）は、長崎県南島原市北有馬町丁にある公立中学校。略称は「北中」。

## 概要
歴史
1947年（昭和22年）の学制改革で新制中学校として創立。2012年（平成24年）に創立65周年を迎えた。
校訓
「自主・明朗・協同」
校章
校名の「北」と「中」の文字を図案化したもの。
校歌
作詞は熊野宗十郎による。歌詞は3番まであり、歌詞中に校名は登場しない。
校区
南島原市北有馬地区全域。小学校区は南島原市立有馬小学校。

## 沿革
- 1947年（昭和22年）4月1日 - 学制改革（六・三制の実施）が行われる。
  - 北有馬村国民学校の初等科が改組され、「北有馬村立北有馬小学校」となる。
  - 北有馬村国民学校の高等科は青年学校の普通科とともに改組され、新制中学校「北有馬村立北有馬中学校」となる。
    - 当面の間、北有馬高等実業青年学校の校舎を使用することとなる。
- 1948年（昭和23年）11月 - 職員室と4教室を増築。
- 1950年（昭和25年）11月4日 - 4教室を増築。
- 1952年（昭和27年）12月 - 運動場が完成。
- 1953年（昭和28年）- 校旗を制定。
- 1955年（昭和30年）- 校歌を制定。
- 1956年（昭和31年）10月 - 特別教室6教室が完成。
- 1969年（昭和44年）4月1日 - 北有馬町の発足により「北有馬町立北有馬中学校」に改称。
- 1970年（昭和45年）6月18日 - プールが完成。
- 1973年（昭和48年）8月17日 - 校地を造成。
- 1974年（昭和49年）9月21日 - 鉄筋コンクリート造3階建ての新校舎が完成。
- 1977年（昭和52年）4月12日 - 体育館が完成。
- 2006年（平成18年）3月31日 - 南島原市の発足に伴い、「南島原市立北有馬中学校」（現校名）に改称。

## 交通
最寄りのバス停は、島鉄バス有家・諫早線などの「鳥渕」バス停である。
近隣を通過する主な道路として、国道251号（島原街道）・長崎県道30号小浜北有馬線・長崎県道217号矢次南有馬線などがある。
なお、かつては最寄りの鉄道駅として島原鉄道線の北有馬駅があったが、2008年（平成20年）3月末をもって廃止された。

## 周辺
- 南島原市立有馬小学校
- 南島原市役所 北有馬庁舎（旧・北有馬町役場）
- 長崎新聞北有馬販売センター
- 北有馬郵便局
- 十八親和銀行北有馬出張所
- JA島原雲仙北有馬支店
- 有馬川
- 西正寺川

## 参考資料
- 「北有馬町史 ふるさと再発見」（1993年（平成5年）3月20日発行, 布津町）p.
- 「北有馬町制施行25周年記念誌」（1994年（平成6年）10月発行, 北有馬町）
- 「長崎新聞に見る長崎県戦後50年史（1945～1995）」（1995年（平成7年）8月9日発行, 長崎新聞社）「北有馬町」
- 「未来へ 北有馬町閉町記念誌」（2006年（平成18年）3月発行, 北有馬町）